# Messier 107
Messier 107 (M107)  även känd som NGC 6171 är en gles klotformig stjärnhop i stjärnbild Ormbäraren 2,5° söder och litet väster om stjärnan Zeta Ophiuchi. Hopen upptäcktes i april 1782 av Pierre Méchain och senare av William Herschel år 1793. Herschels son, John, beskrev den i sin allmänna katalog från 1864 som ett "klotformigt stjärnkluster, stort, mycket rikt, mycket komprimerat, runt, väl löst, tydligt bestående av stjärnor". Det var inte förrän 1947 som Helen Sawyer Hogg lade till den och tre andra objekt, som Méchain upptäckt, i den moderna katalogen, den senare hade bidragit med flera av de föreslagna observationsobjekten som Charles Messier hade verifierat och lagt till.

## Egenskaper
Messier 107 ligger nära det galaktiska planet ca 20 900 ljusår från jorden och ca 9 800 ljusår från Vintergatans centrum. Dess omloppsbana går delvis så långt ut som den galaktiska halon, som ligger mellan 9 200 och 12 400 ljusår från centrum, den lägre siffran, "perigalaktiska avståndet" ser den ingå i och lämna den galaktiska staven.
Messier 107 är en stjärnhop av Oosterhoff typ I med en metallicitet på −0,95 vilket överensstämmer med huvuddelen av halopopulationen. Det finns 22 kända RR Lyrae variabla stjärnor i hopen och en trolig SX Phoenicis-variabel.

## Galleri

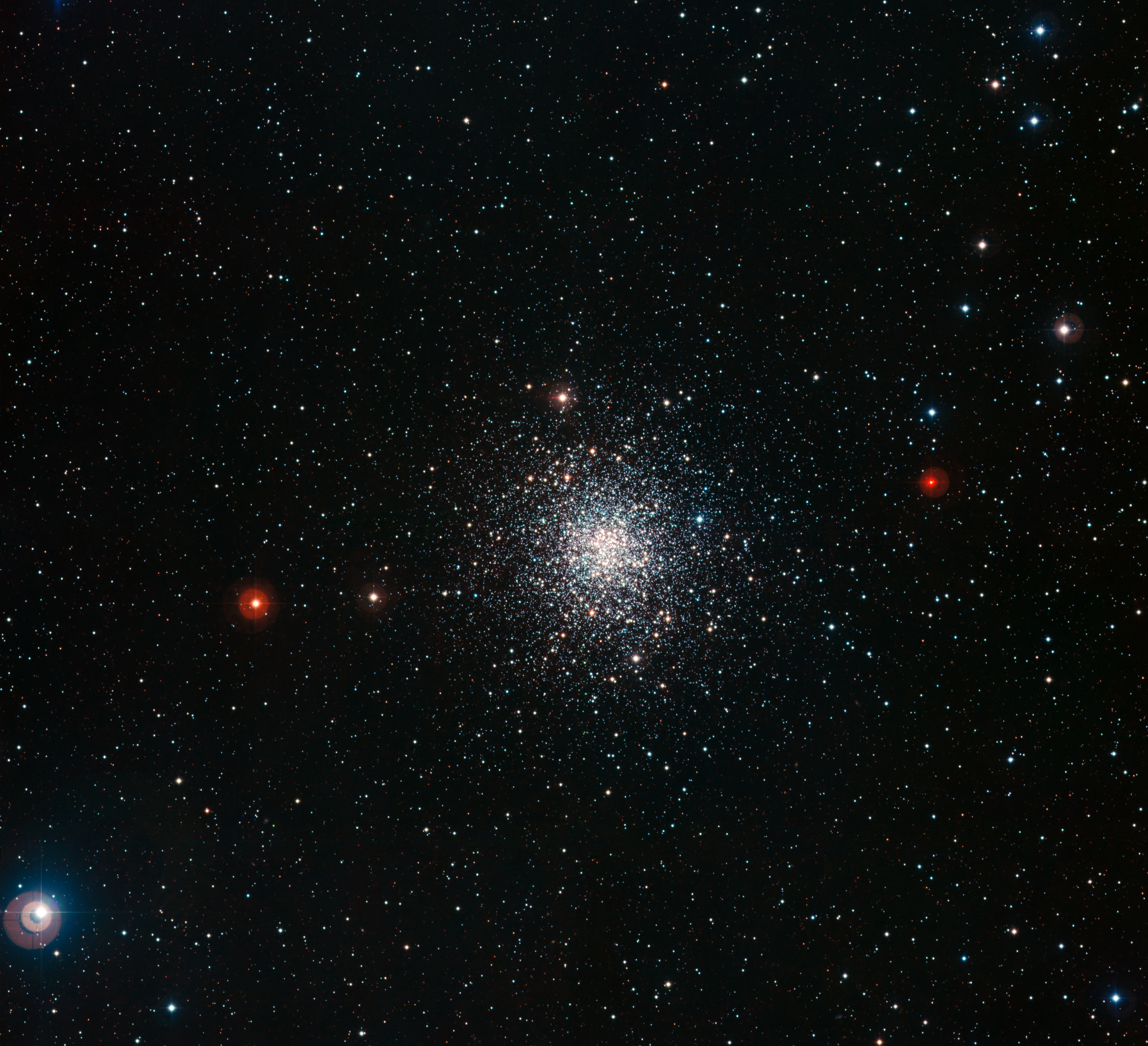
Den klotformiga stjärnhopen Messier 107, bild tagen med Wide Field Imager (WFI) på MPG/ESO 2,2 meter teleskop.
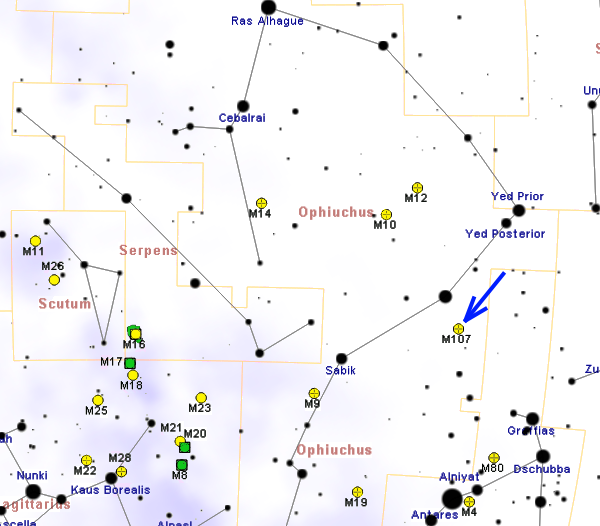
Karta som visar lokaliseringen av M107.